# Conseil de la politique fiscale et financière
Le Conseil de la politique fiscale et financière (en espagnol : Consejo de Política Fiscal y Financiera) constitue en Espagne constitue la plus haute instance de coopération financière entre le gouvernement et les communautés et villes autonomes.

## Historique

### Création
Le Conseil de la politique fiscale et financière est créé en 1980 par la loi organique relative au financement des communautés autonomes (en espagnol : Ley Orgánica de Financiación de las Comunidades Autónomas) adoptée par le gouvernement Suárez III. L'article 3 de la LOFCA donne au Conseil la mission de coordonner l'activité financière des communautés autonomes avec les Finances de l'État.

### Réunions
La première réunion du Conseil de la politique fiscale et financière est convoquée le 7 novembre 1986. Treize autres réunions suivront, la dernière s'étant tenue le 6 mars 2012.
- 7 novembre 1986
- 20 janvier 1992
- 7 octobre 1993
- 15 mars 1995
- 23 septembre 1996
- 27 novembre 1997
- 27 mars 1998
- 27 juillet 2001
- 6 mars 2003
- 10 avril 2003
- 24 avril 2007
- 15 juillet 2009
- 6 mars 2012

## Organisation

### Composition
Le Conseil de la politique fiscale et financière est composé par la réunion du ministre des Finances et des Administrations publiques et des conseillers aux Finances de chacune des communautés et villes autonomes.
Conformément au Real Decreto 256/2012 du 27 janvier 2012, le secrétariat du Conseil est assuré par le Secrétariat général à la Coordination autonomique et locale.

### Fonctions
Le Conseil de la politique fiscale et financière est chargé de :
- coordonner la politique budgétaire des communautés autonomes avec celle de l'État ;
- émettre des rapports et adopter les accords prévus dans la loi organique complémentaire à la loi générale de stabilité budgétaire 2/2012 du 27 avril 2012[3] ;
- étudier et apprécier les critères de répartition des ressources du fonds de compensation ;
- étudier et procéder, le cas échéant, à la révision des méthodes utilisées pour calculer le coût des compétences transférées aux communautés autonomes ;
- apprécier les raisons justifiant, le cas échéant, la perception des crédits budgétaires par une communauté autonome, ainsi que les critères d'équité utilisés pour l'affectation de ces crédits ;
- coordonner la politique d’endettement ;
- coordonner la politique publique d'investissement ;
- délibérer de tout aspect relatif à l'activité financière des communautés autonomes et des Finances de l'État nécessitant une coordination entre les différentes entités territoriales.

Le Conseil établit son propre régime de fonctionnement et son règlement intérieur qui est approuvé à la majorité absolue de ses membres.